# Le mani forti
Le mani forti és una pel·lícula dramàtica italiana del 1997 escrita i dirigida per Franco Bernini i protagonitzada per Francesca Neri, Claudio Amendola i Barbara Cupisti. Va competir en la Setmana Internacional de la Crítica al 50è Festival Internacional de Cinema de Canes i va guanyar un premi Grolla d'oro en la categoria de millor guió.

## Argument
La doctora Martinelli (Francesca Neri) és una jove psicoanalista que, entre els diversos pacients que segueix, està particularment impressionada per un d'ells: Dario Campisi (Claudio Amendola). A través de les històries d'aquest últim durant les sessions de psicoanàlisis, sorgeix una veritat esgarrifosa: Campisi, un home dels serveis secrets, és el responsable de la massacre de la Piazza della Loggia a Brescia, en la qual van morir moltes persones, entre elles la germana de la doctora. Les sessions són només un mitjà perquè l'assassí aconsegueixi la catarsi demanant ajuda i perdó a la germana de la víctima.

## Repartiment
- Claudio Amendola: Dario Campisi
- Francesca Neri: Claudia
- Enzo De Caro: Giulio
- Toni Bertorelli: Jutge Consoli
- Barbara Cupisti: Teresa
- Massimo De Francovich: Professor Sembriani
- Teresa Saponangelo: Pacient